# Михилс, Стефан
Стефан Михилс (нидерл. Stephan Michiels; 13 июня 1965) — бельгийский шашист, специализирующийся в международных шашках. Трёхкратный чемпион Бельгии. Мастер ФМЖД.
FMJD-Id: 10054.

## Спортивная биография
Выиграв в 1988 и 1990 годах чемпионат Бельгии продолжил линию Патрика Казарила и Бернара Лемменса, которые в 1985—1988 гг. прервали чемпионскую гегемонию братьев Ферпостов (Гуго и Оскар), выигравшие с 1951 по 1984 годы, за исключением 1962, все национальные титулы. Также как Бернар Лемменс, ни разу не участвовал на чемпионатах мира и Европы. Но выступал за клуб CEMA — De Vaste Zet Geleen (Нидерланды). Юниором участвовал в первенствах мира (лучший результат — 8 место в финале 1981 года).
первенства мира среди юниоров
— 1981 — 8 место в финале
— 1983 — 10 место из 16
на национальном уровне
— Чемпион Бельгии 1988, 1990 и 1994
— Чемпион Бельгии (блиц) 1994, 1996
— В 1984, 2004 годах — вице-чемпион Бельгии.
— В 1989, 1993, 2006 — третий призёр Бельгии.